# 투 윅스 노티스
《투 윅스 노티스》(영어: Two Weeks Notice)는 2002년에 개봉한 미국의 로멘틱 코미디 영화이다.

## SBS 성우진 (2008년 1월 26일)
- 정미숙 - 루시 켈슨(산드라 블록)
- 안지환 - 죠지 웨이드(휴 그랜트)
- 김지혜 - 준 카버(얼리샤 윗)
- 이연희 - 루스 켈슨(데이너 아이비)
- 이병식 - 래리 켈슨(로버트 클라인)
- 김영훈 - 하워드 웨이드(데이빗 헤이그)
- 송덕희 - 메릴 브룩스(헤더 번스)
- 변영희 - 노먼(제이슨 앤툰)
- 사성웅 - 토니(도리언 미식)
- 윤여진 - 로렌(프랜시 스위프트)